# Objecte transneptunià
Un objecte transneptunià és qualsevol objecte del sistema solar que orbita el Sol a una distància mitjana més gran que la del planeta Neptú (30 ua). Els objectes del cinturó de Kuiper, els del disc dispers i els del núvol d'Oort són els tres grans subgrups d'objectes transneptunians. El membre més gran d'aquest grup és el planeta menor Eris (abans anomenat com 2003 UB313), però els més coneguts probablement siguin, el planeta Plutó i el seu satèl·lit Caront. Sovint se'ls denomina amb l'abreviatura TNO (de l'anglès Trans-Neptunian object).

## Mida i composició
La majoria dels TNO són blocs de gel amb alguns compostos orgànics (que contenen carboni) com els tolins, detectats mitjançant espectroscòpia. Tenen una composició similar a la dels cometes.
És difícil estimar el diàmetre dels TNO. Per als objectes amb elements orbitals ben coneguts (bàsicament Plutó i Caront) és possible de mesurar el diàmetre de forma precisa mitjançant l'ocultació d'estrelles. Per als altres TNO amb una mida relativament gran, el diàmetre es pot estimar mitjançant mesures tèrmiques. El diàmetre dels més petits s'estima assumint un valor d'albedo, tècnica que dona només un valor aproximat.

## Objectes transneptunians notables
- Plutó: planeta nan.

Els objectes transneptunians més grossos coneguts, a escala.

- Caront: el satèl·lit més gros de Plutó.
- (15760) 1992 QB1: cubewano, el primer objecte transneptunià descobert després de Plutó i Caront.
- (15874) 1996 TL66: el primer objecte del disc dispers descobert.
- Varuna: cubewano.
- Huya: plutí.
- Quaoar: cubewano.
- Sedna: encara no classificat, possiblement un objecte del núvol d'Oort.
- Orc: plutí.
- Haumea, abans conegut com a '2003 EL61: encara no classificat.
- Eris abans designat com 2003 UB313: objecte del disc dispers. Actualment, l'objecte transneptunià més gran i el que es troba a més distància del Sol.
- Makemake, abans anomenat 2005 FY9: encara no classificat.
- 2004 XR190: objecte del disc dispers amb una òrbita molt inusual.

## Altres objectes transneptunians
Els altres objectes transneptunians són objectes del cinturó de Kuiper que no tenen cap mena de ressonància amb Neptú, a diferència del que ocorre als plutins o a altres objectes, ni satisfan les característiques que permetria classificar-los com a cubewanos o objectes del disc dispers.
Fins al moment, existeixen al voltant de 115 objectes transneptunians en aquesta categoria, i els seus principals representants són el Haumea i el (55565) Aya.